# Сомов Михайло Михайлович
Миха́йло Миха́йлович Со́мов (нар. 1908 — пом. 1973) — радянський океанолог і полярний дослідник. Герой Радянського Союзу (1952).

## Життєпис
Народився 7 квітня 1908 року в місті Москві в родині студента Московського університету, майбутнього вченого-гідробіолога Михайла Сомова. Росіянин.
У 1937 році закінчив Московський гідрометеорологічний інститут. Працював науковим співробітником Центрального інституту погоди, згодом — старшим гідрологом Науково-дослідницького інституту Арктики в Ленінграді.
У 1939 році брав участь у першому поході Північним морським шляхом в обидва боки протягом однієї навігації. Влітку і восени 1940 року, під час походів на криголамі «Федір Літке», досліджував процеси кригоутворення.
У листопаді 1941 року призваний до лав РСЧА. Служив у гідрологічному відділі штабу Біломорської військової флотилії. З весни 1942 року — офіцер штабу морських операцій західного сектору Арктики, де займався льодовою розвідкою. У серпня 1942 року брав участь у відбитті нападу на Діксон німецького крейсера «Адмірал Шеєр». У 1943 році капітан М. М. Сомов звільнений в запас.
Повернувся на роботу в Арктичний НДІ. У 1945 році захистив кандидатську дисертацію, в якій узагальнив багаторічний досвід роботи з прогнозування льодових умов Карського моря. Того ж року призначений гідрологом центрального штабу морських операцій Головного управління Північного морського шляху. У жовтні 1945 року брав участь у повітряному польоті над Північним полюсом, який організував Арктичний НДІ для збору відомостей про стан криги.
Протягом 1948—1949 років М. М. Сомов брав участь у високоширотних повітряних експедиціях «Північ-2» і «Північ-4», у складі яких керував рухомими науковими групами з вивчення західної частини Центральної Арктики. У 1948 році висаджувався і вів наукові дослідження на Північному полюсі, був одним з першовідкривачів підводного хребта Ломоносова.
З квітня 1950 по квітень 1951 року — начальник дрейфуючої станції  «Північний полюс-2», яка виявила складності рельєфу дна Арктичного басейну й встановила факт проникнення туди вод Тихого океану.

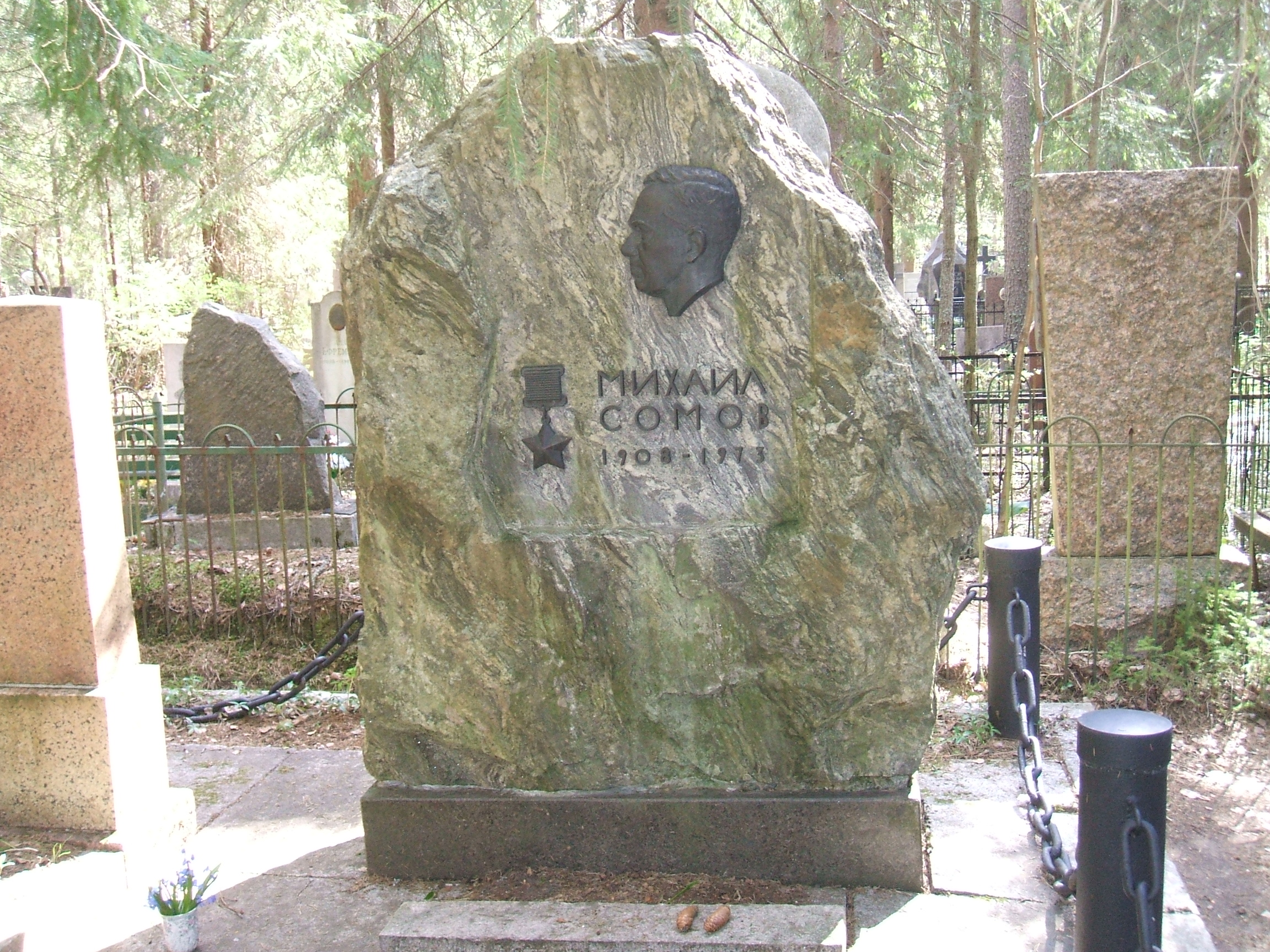
Пам'ятник на могилі М. М. Сомова.

З 1951 року й до кінця життя — заступник директора Арктичного НДІ з наукової частини. Член КПРС з 1952 року. У 1955—1957 і 1962—1964 роках очолював І, VIII і IX радянські антарктичні експедиції. 13 лютого 1956 року очолювана ним експедиція відкрила першу радянську наукову обсерваторію в Антарктиді — «Мирний». Також протягом цих експедицій М. М. Сомовим відкрито три бухти, півострів і озеро, досліджено два шельфових льодовики, нанесено на мапу Берег Правди.
Мешкав і працював у Ленінграді, де й помер 30 грудня 1973 року. Похований на кладовищі в селищі Комарово Курортного району.

## Нагороди і почесні звання
Указом Президії Верховної Ради СРСР від 14 січня 1952 року за успішне виконання завдань уряду та виявлені при цьому мужність і відвагу, заступникові директора Арктичного науково-дослідницького інституту Сомову Михайлу Михайловичу присвоєне звання Героя Радянського Союзу з врученням ордена Леніна і медалі «Золота Зірка» (№ 9277).
Нагороджений трьома орденами Леніна, орденами Трудового Червоного Прапора, Червоної Зірки і медалями.

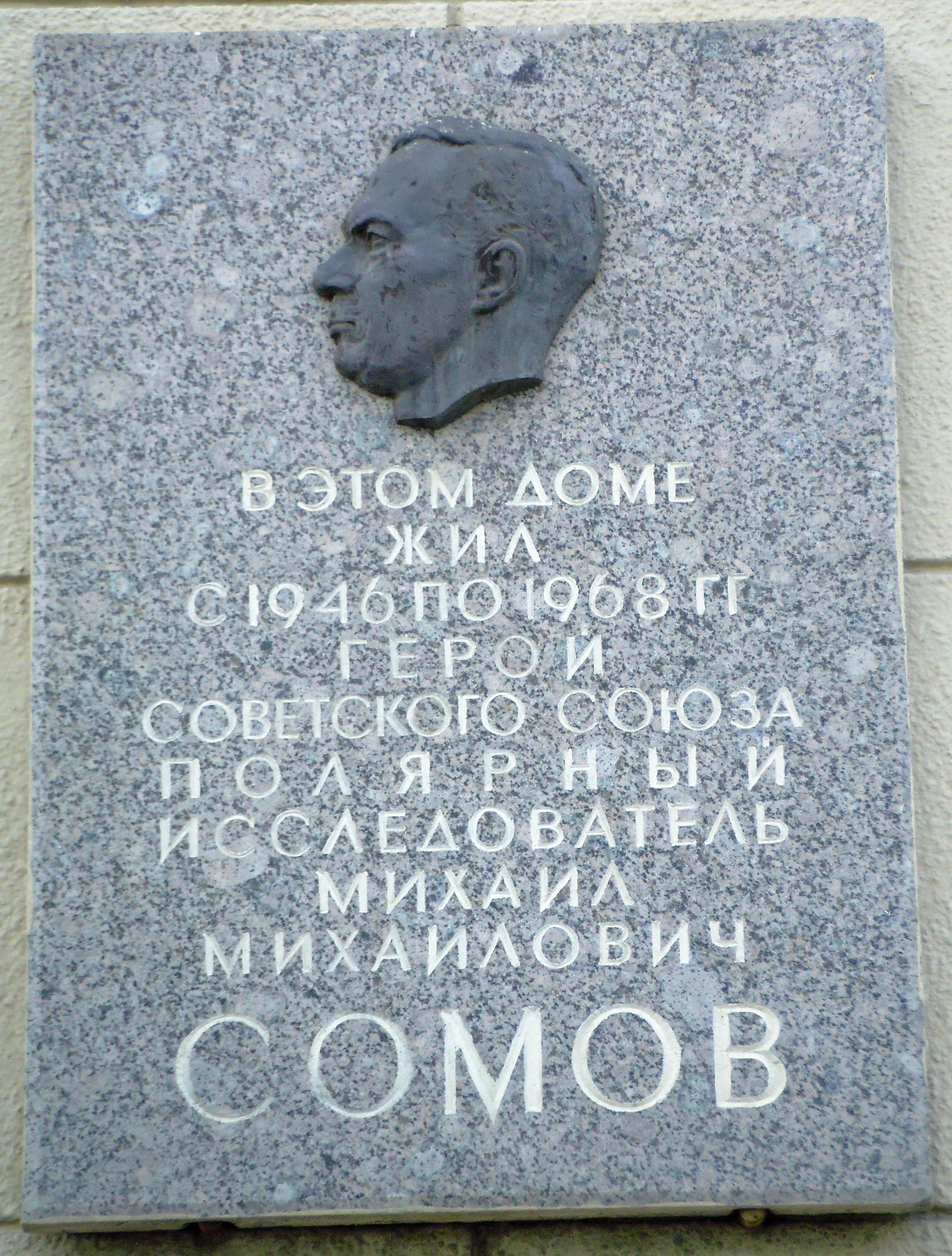
Меморіальна дошка в Санкт-Петербурзі.

Почесний полярник (1945).

## Пам'ять
На честь М. М. Сомова названо:
- льодовик у гірському масиві Вольтат (Земля Королеви Мод, Східна Антарктида);
- окраїнне море тихоокеанського сектору Південного океану між морями Росса і Дюрвіля;
- науково-дослідницьке судно «Михайло Сомов».

У Санкт-Петербурзі на фасаді будинку № 3 на площі Леніна встановлена меморіальна дошка.

## Основні праці
- Сомов М. М. О построении схемы дрейфа льдов в Полярном бассейне // Проблемы Арктики. 1939. № 5
- Сомов М. М. К вопросу о средней толщине льда в окраинных морях // Проблемы Арктики. 1939. № 6.
- Сомов М. М. О путях развития ледовых прогнозов // Проблемы Арктики. 1940. — N 1. — С.13-18.
- Зубов Н. Н., Сомов М. М. Дрейф льда центральной части Полярного бассейна // Проблемы Арктики. 1940. № 2.
- Сомов М. М. На куполах Земли. Л.: Лениздат. 1978.